# محمد أكبر خان
وزير أكبر خان (ولد بإسم محمد أكبر خان ويعرف أيضًا باسم أمير أكبر خان) (1816–1847)، كان أميرًا من سلالة باراكزاي، وجنرال، وأمير لمدة عام. وأخيرًا الوزير/الوريث الواضح لدوست محمد خان حتى وفاته عام 1847. أشتهر بعد مشاركته في معركة جمرود [الإنجليزية] عام 1837، أثناء محاولته استعادة بيشاور عاصمة أفغانستان الثانية من إمبراطورية السيخ.
لعب وزير أكبر خان دورًا مهمًا في الحرب الأنغلو-أفغانية الأولى، التي امتدت من عام 1839 إلى عام 1842. ومن الجدير بالذكر أنه قاد الحزب الوطني في كابول بين عامي 1841 و1842 ودبر مذبحة جيش إلفينستون في ممر غانداماك قبل الغزو. حدثت هذه المذبحة قبل أن يصل الناجي الوحيد (مساعد الجراح ويليام بريدون) إلى الحامية المحاصرة في جلال آباد في 13 يناير 1842. وفي أعقاب هذه الأحداث، تولى وزير أكبر خان دور أمير أفغانستان في مايو 1842، وحكم حتى عودة دوست محمد خان عام 1843. توفي وزير أكبر خان عام 1847 بسبب الكوليرا.